# Station Galapagar-La Navata
Station Galapagar-La Navata is een spoorwegstation van de Cercanías in Madrid.
Het station is gelegen in zone B3. Het had tot de jaren negentig de naam La Navata